# Quintetos de guitarra de Boccherini

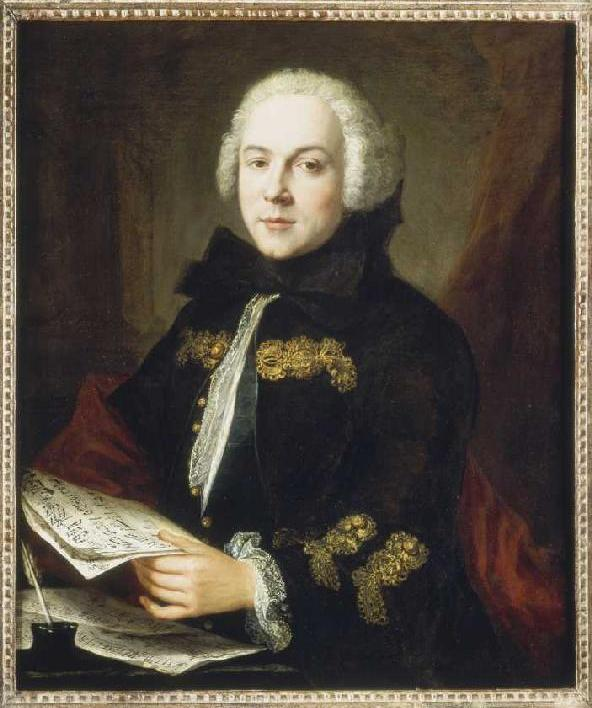
Retrato de Luigi Boccherini, 1764-68. Pintura al óleo de Jean-Étienne Liotard. Colección privada, Budenheim, Alemania.

Los quintetos de guitarra de Luigi Boccherini son un conjunto de ocho  obras sin números de opus. Son transcripciones de los cuartetos y quintetos de Boccherini realizadas por el propio compositor. Escritas entre 1798 y 1799, son para cuarteto de cuerdas y guitarra.

## Quintetos de guitarra por númerosGérard
- Quinteto n.º 1 (G.445)
- Quinteto n.º 2 (G.446)
- Quinteto n.º 3 (G.447)
- Quinteto n.º 4 (G.448)
- Quinteto n.º 5 (G.449)
- Quinteto n.º 6 (G.450)
- Quinteto n.º 7 (G.451)
- Quintetos n.º 8, n.º 10, n.º 11, n.º 12 (G.452)

Quinteto perdido.
- Quinteto n 9 (G.453)

## Discografía
- Quintetos I, II y III para cuarteto de cuerda y guitarra, (G. 445), (G. 446), (G. 447), The Artaria Quartet (E. Blumenstock, K. Kyme, A. Martin, E. Le Guin) & R. Savino, guitarra, Harmonia Mundi HMU 907026, 1991.
- Quintetos IV, V y VI para cuarteto de cuerda y guitarra, (G. 448), (G. 449), (G. 450), The Artaria Quartet (E. Blumenstock, K. Kyme, A. Martin, E. Le Guin) & R. Savino, guitarra, Harmonia Mundi HMU 907039, 1990
- Quintetos VII y VIII para cuarteto de cuerda y guitarra, (G. 451), (G. 453), The Artaria Quartet (E. Blumenstock, K. Kyme, A. Martin, E. Le Guin) y R. Savino, guitarra, Harmonia Mundi HMU 907069, 1991
- Quintetos de guitarra, vol. 1, (G. 445), (G. 446), (G. 447), cuarteto de cuerdas de Zoltan Tokos y Danubius, 1991, Naxos 8.550551
- Quintetos de guitarra, vol. 2, (G. 448), (G. 449), (G. 450), cuarteto de cuerdas de Zoltan Tokos y Danubius, 1991, Naxos 8.550552
- Quintetos de guitarra, vol. 3, (G. 453), (G. 451), y quinteto de cuerdas (G. 275), Cuarteto de cuerdas de Zoltan Tokos y Danubius, 1992, Naxos 8.550731
- Quintetos de guitarra, (G. 451) y (G.448), La Real Cámara y José Miguel Moreno, guitarra (juin 2000, Glossa GDC 920305) BnF 442549554